# Полупроста Лијева алгебра
Полупроста Лијева алгебра је ненулта Лијева алгебра која осим нултог нема других Абелових идеала. Специјално, полупроста алгебра је проста ако нема нетривијалних идеала.